# 林加尼·奎纳拉·纳斯汀
林加尼·奎纳拉·纳斯汀（2007年1月20日—），印尼女子羽毛球運動員 。2024年1月2日，世界青少年排名高居女雙第五位。

## 簡歷
2022年11月，林加尼·奎纳拉·纳斯汀与搭档伊斯亚纳·沙希拉·梅达出战丰田(Gazoo Racing U17&U15)亚洲青少年羽毛球锦标赛，在女双半决赛以0比2（11-21、13-21）不敌韩国强档的Kim Min Ji／Kim Min Sun。

## 主要比賽成績
只列出曾進入準決賽的國際賽事成績：
| 年份   | 賽事                     | 公開賽級別 | 項目     | 拍檔                 | 成績   |
| ------ | ------------------------ | ---------- | -------- | -------------------- | ------ |
| 2023年 | 泰國羽毛球國際系列賽     | 國際系列賽 | 混合雙打 | 普隆·拉马丹          | 亞軍   |
| 2023年 | 馬來西亞羽毛球國際系列賽 | 國際系列賽 | 女子雙打 | 伊斯亚纳·沙希拉·梅达 | 冠軍   |
| 2024年 | 亞洲青年羽毛球錦標賽     | 其他       | 混合團體 | －                   | 季軍   |
| 2024年 | 世界青年羽毛球錦標賽     | 其他       | 混合團體 | －                   | 冠軍   |
| 2024年 | 世界青年羽毛球錦標賽     | 其他       | 女子雙打 | 伊斯亚纳·沙希拉·梅达 | 季軍   |
| 2025年 | 斯里蘭卡羽毛球國際挑戰賽 | 國際挑戰賽 | 女子雙打 | 伊斯亚纳·沙希拉·梅达 | 準決賽 |
| 2025年 | 斯里蘭卡羽毛球國際挑戰賽 | 國際挑戰賽 | 混合雙打 | Raymond Indra        | 準決賽 |
| 2025年 | 盧森堡羽毛球公開賽       | 國際系列賽 | 女子雙打 | 伊斯亚纳·沙希拉·梅达 | 冠軍   |
| 2025年 | 盧森堡羽毛球公開賽       | 國際系列賽 | 混合雙打 | Raymond Indra        | 準決賽 |
| 2025年 | 丹麥羽毛球國際挑戰賽     | 國際挑戰賽 | 女子雙打 | 林加尼·奎纳拉·纳斯汀 | 冠軍   |
| 2025年 | 丹麥羽毛球國際挑戰賽     | 國際挑戰賽 | 混合雙打 | Raymond Indra        | 準決賽 |

| 2018-2026年 | 總決賽 | 超級1000賽 | 超級750賽 | 超級500賽 | 超級300賽 | 超級100賽 | 國際挑戰賽 | 國際系列賽 | 未來系列賽 | 其他 |